# Faro Nuevo de Borkum
El faro Nuevo de Borkum o también faro Grande de Borkum (en alemán: Neue Leuchtturm Borkum o Großer Leuchtturm Borkum) es una señal luminosa de Ayuda a la Navegación marítima (AtoN), situada en la isla de Borkum, perteneciente a las islas Frisias, en el estado de Baja Sajonia, Alemania. Marca el estuario del río Ems y la ruta al puerto de Emden. Fue construido tras el incendio del faro Antiguo de Borkum en 1879 e inaugurado ese mismo año.

## Características
La torre es de mampostería de 60 metros de altura, la tercera del mundo de estas características. 
Emite una luz blanca con una característica de dos destellos en un ciclo total de 12 segundos con un alcance de 24 millas náuticas. Además también emite tres luces direccionales, a una altura menor de 45 metros, de colores verde en la dirección 107°24'-109° con un alcance de 15 nm, blanco en la 111°12' y un alcance de 19 mn y roja en la 112°36' con un alcance de 15 nm.